# Praid
Praid (węg. Parajd) – miejscowość w Rumunii, w okręgu Hargita, siedziba gminy Praid.  Znajduje się tu kopalnia soli znana od czasów rzymskich, o której legenda głosi, że Święta Kinga miała wrzucić tam swój pierścień, odnaleziony potem w bałwanie soli bocheńskiej. Można również zobaczyć muzeum rzeźb solnych.
Miejscowość leży 38 km na północny zachód od Odorheiu Secuiesc nad rzeką Târnava Mică, na południe od pasma górskiego Munții Gurghiu.
Gmina ma absolutną większość szeklerską. Zgodnie ze spisem z r. 2002 spośród 6846 ludności 96.92% (6635) to Węgrzy.

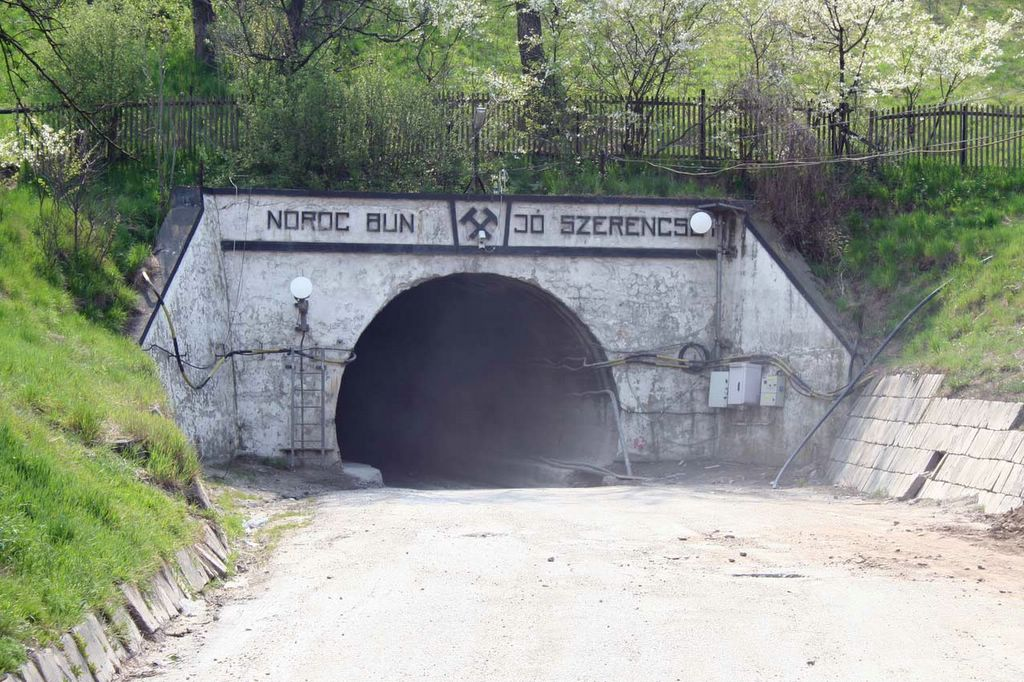
Wejście do kopalni soli
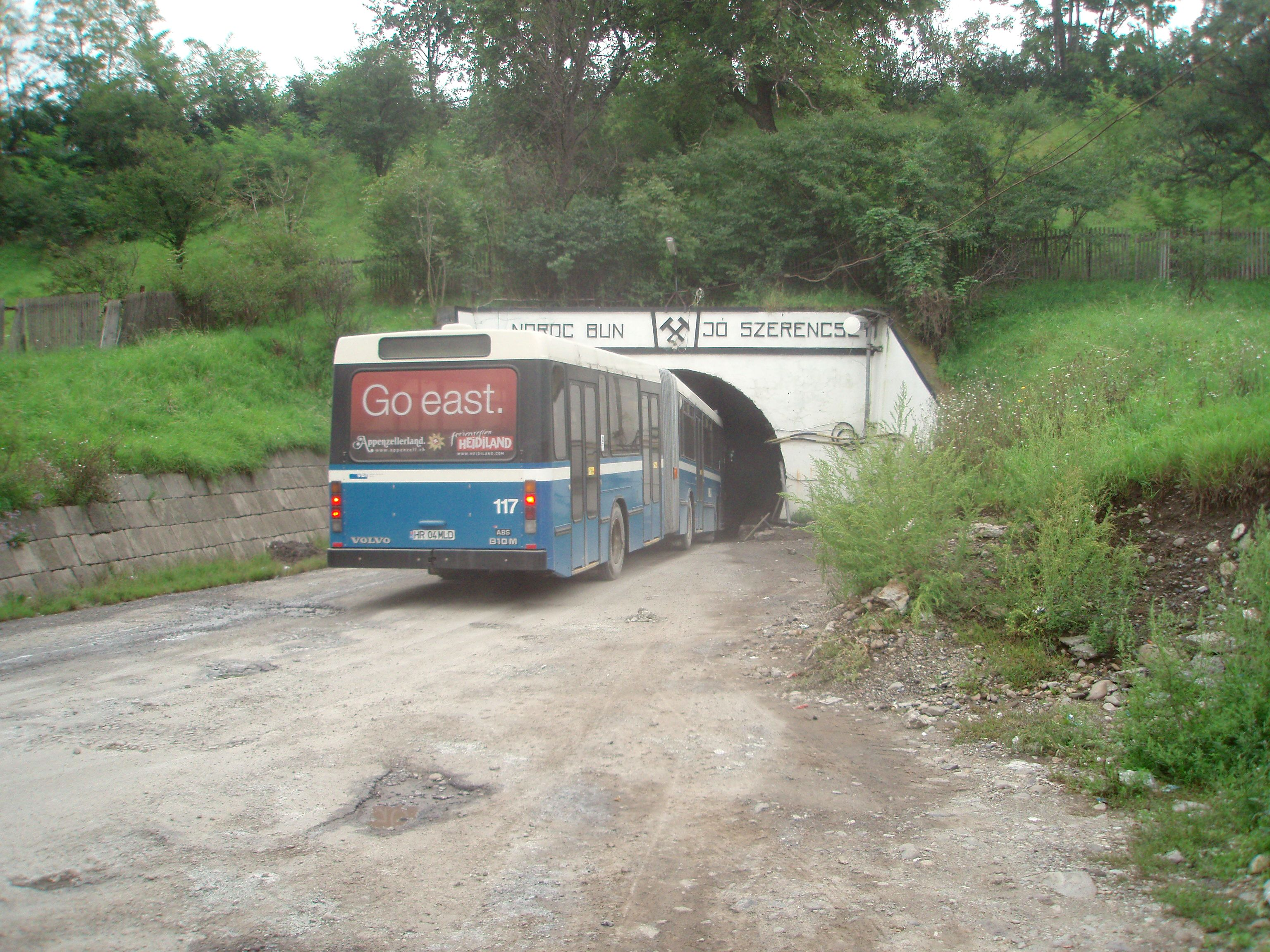
Autobus dowożący turystów do kopalni
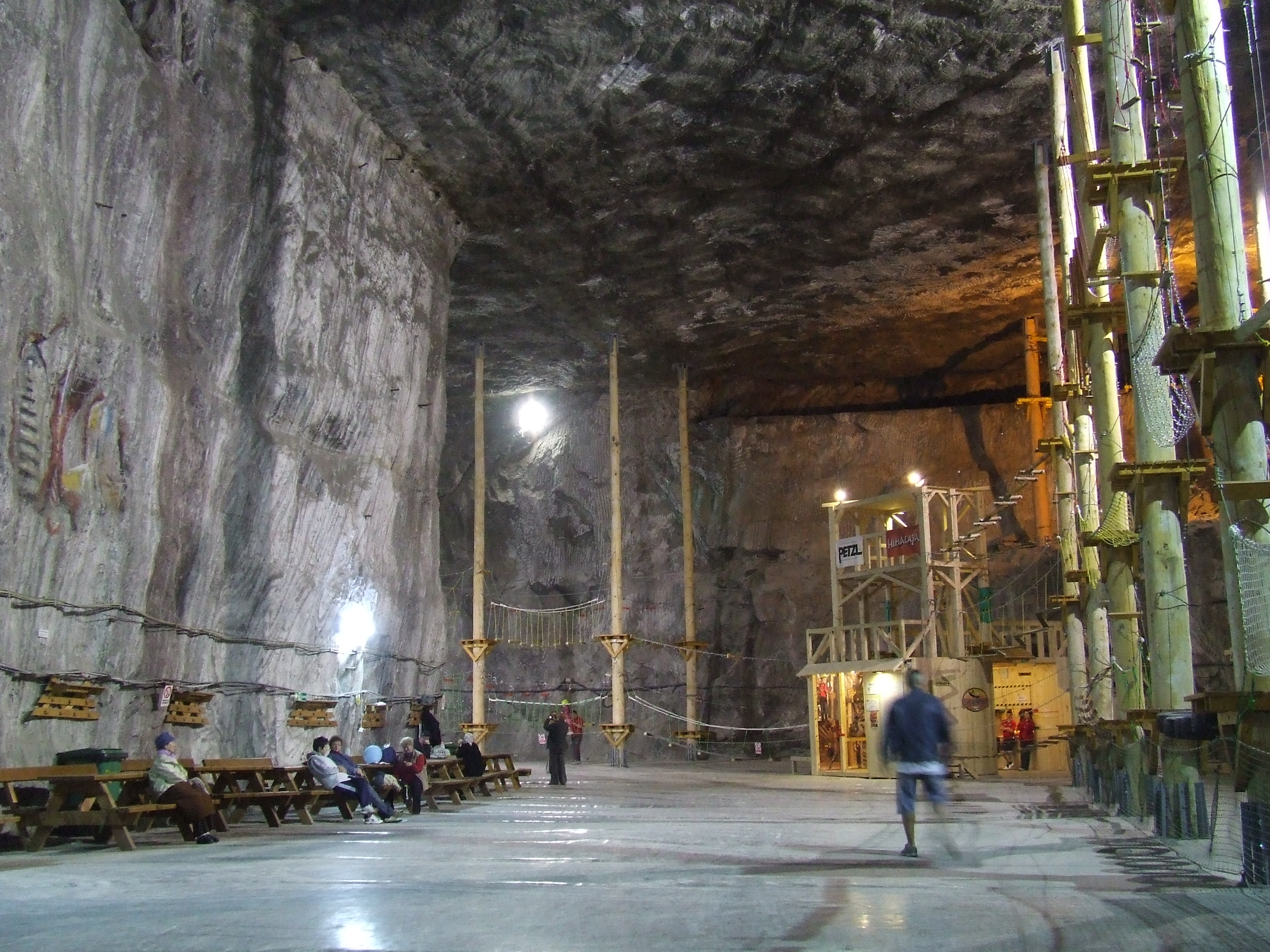
Sala kopalniana udostępniona dla turystów
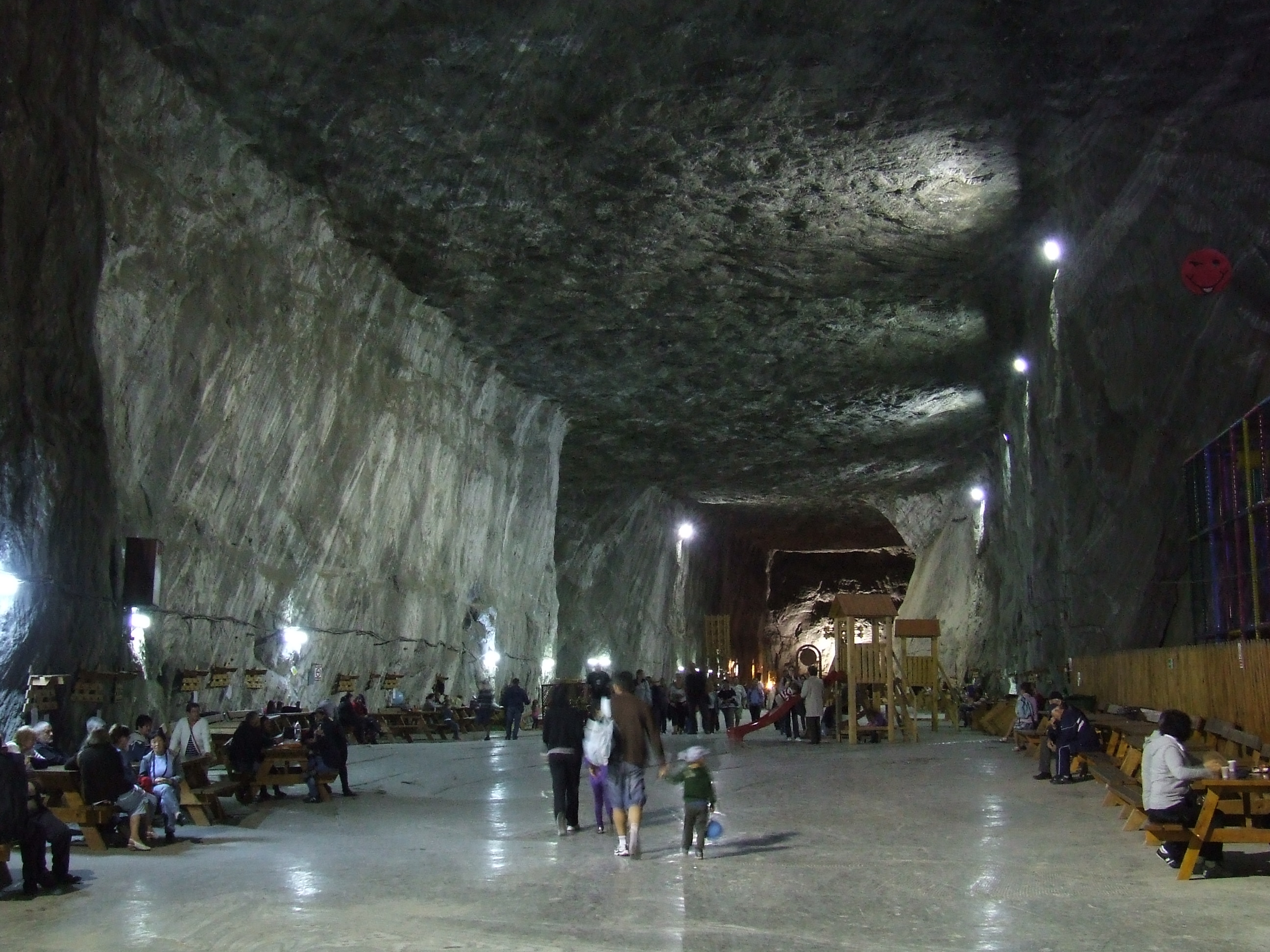
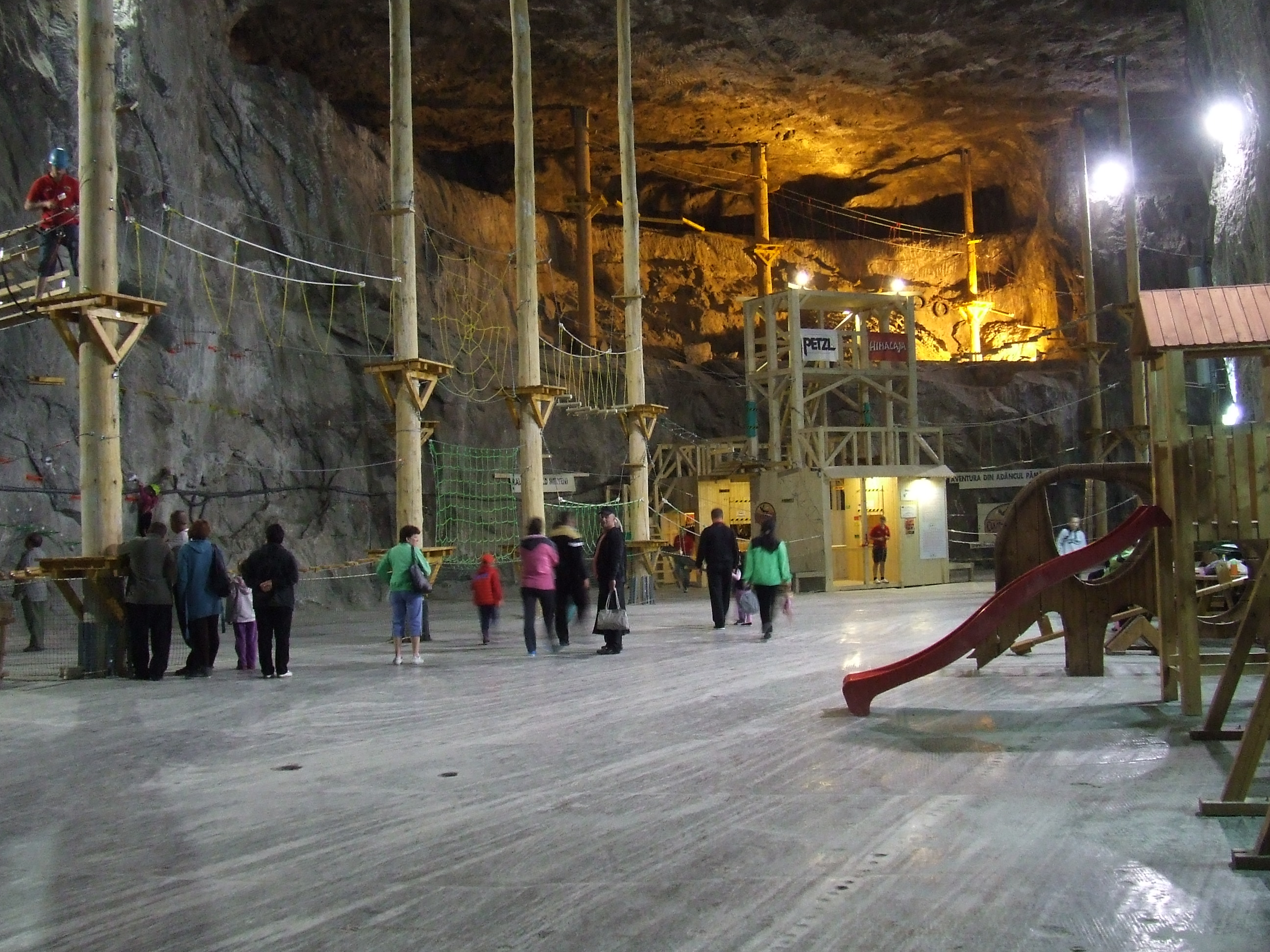